# Mads Nissen
Mads Nissen (født 17. november 1979) er en dansk fotojournalist og vinder af World Press Photo of the Year (en) i 2015, 2021 og 2023.
I 2021 vandt han Hovedprisen i World Press Photo for billedet ”The First Embrace” taget under Covid-19 krisen i Brasilien. Hovedprisen vandt han også i 2015 med et intimt billede af kæresteparret Jon og Alex fra fotoserien Homophobia in Russia.
Mads Nissens arbejde er blevet hædret med over 75 priser internationalt og i Danmark, og ved det danske Årets Pressefoto er han blevet tildelt 25 priser, blandt andet hovedpriserne Årets Pressefoto to gange og Årets Fotograf fire gange, senest i 2021.
Efter endt uddannelse som fotojournalist (DJMX) i 2007 bosatte Mads Nissen sig i Shanghai for at dokumentere de menneskelige og sociale konsekvenser af Kinas økonomiske vækst. Efter to år i Kina flyttede han tilbage til Danmark, arbejdede først for Berlingske i fem år og er siden 2014 fastansat fotograf på Dagbladet Politiken.
Foruden Politiken publiceres hans billeder i Time, Newsweek, CNN, National Geographic, The Guardian, Stern og Der Spiegel.